# جایزه بزرگ سنگاپور ۲۰۲۲
جایزه بزرگ سنگاپور ۲۰۲۲ (که به‌طور رسمی با نام فرمول ۱ سنگاپور ایرلاینز جایزه بزرگ سنگاپور ۲۰۲۲ شناخته می‌شود) یک مسابقه اتومبیل‌رانی فرمول یک است که در تاریخ ۲ اکتبر ۲۰۲۲ در پیست خیابانی مارینا بی در مارینا بی، سنگاپور برگزار می‌شود. این مسابقه هفدهمین دور از مسابقات فرمول یک فصل ۲۰۲۲ است.

## زمینه
این رویداد قرار است در آخر هفته و در روزهای ۳۰ سپتامبر تا ۲ اکتبر برگزار شود. این مسابقه پس از رویداد سال ۲۰۱۹ و پس از وقفه در سال‌های ۲۰۲۰ و ۲۰۲۱ به دلیل دنیاگیری کووید-۱۹ برگزار می‌شود. سباستین فتل برنده آخرین مسابقه برگزار شده در سال ۲۰۱۹ است.

### جدول رده‌بندی قهرمانی قبل از مسابقه
ماکس فرستاپن پس از دور شانزدهم در ایتالیا، با ۳۳۵ امتیاز، ۱۱۶ امتیاز بیشتر از شارل لکلرک در رده دوم و ۱۲۵ امتیاز از هم‌تیمی خود سرجیو پرز در رتبه سوم، صدرنشین جدول قهرمانی رانندگان است. در جدول قهرمانی سازندگان، ردبول ریسینگ با ۵۴۵ امتیاز صدرنشین است. فراری با ۴۰۶ امتیاز و مرسدس با ۳۷۱ امتیاز در رده دوم و سوم قرار دارند.

### شرکت‌کنندگان
رانندگان و تیم‌ها همان لیست ورود به فصل هستند و هیچ راننده دیگری برای مسابقه حضور ندارد. این جایزه بزرگ سیصد و پنجاهمین شروع مسابقه برای فرناندو آلونسو خواهد بود و رکورد کیمی رایکونن برای بیشترین استارت در فرمول یک را خواهد شکاند.

### انتخاب تایر
تأمین کننده تایر پیرلی ترکیبات سی۳، سی۴ و سی۵ (به ترتیب سخت، متوسط و نرم) را برای استفاده تیم‌ها در مسابقه اختصاص داده‌است.

### تغییرات پیست
اولین و سومین نقطه فعال‌سازی دی‌آر‌اس ۵ متر (۱۶ فوت) به عقب‌تر منتقل شدند و به ترتیب در ۴۸ متر (۱۵۷ فوت) بعد از پیچ ۵ و ۴۳ متر (۱۴۱ فوت) بعد از راس پیچ ۲۳ قرار گرفتند.

## تعیین خط

### رده‌بندی تعیین خط
| جایگاه              | راننده         | شماره | تیم                       | زمان‌ها    | زمان‌ها    | زمان‌ها    | نوبت نهایی |
| جایگاه              | راننده         | شماره | تیم                       | مرحله اول | مرحله دوم | مرحله سوم | نوبت نهایی |
| ------------------- | -------------- | ----- | ------------------------- | --------- | --------- | --------- | ---------- |
| ۱                   | شارل لکلرک     | ۱۶    | فراری                     |           |           |           | ۱          |
| ۲                   | سرجیو پرز      | ۱۱    | ردبول ریسینگ-آربی‌پی‌تی     |           |           |           | ۲          |
| ۳                   | لوییس همیلتون  | ۴۴    | مرسدس                     |           |           |           | ۳          |
| ۴                   | کارلوس ساینز   | ۵۵    | فراری                     |           |           |           | ۴          |
| ۵                   | فرناندو آلونسو | ۱۴    | آلپاین-رنو                |           |           |           | ۵          |
| ۶                   | لاندو نوریس    | ۴     | مک‌لارن-مرسدس              |           |           |           | ۶          |
| ۷                   | پیر گاسلی      | ۱۰    | آلفاتاوری-آربی‌پی‌تی        |           |           |           | ۷          |
| ۸                   | ماکس فرستاپن   | ۱     | ردبول ریسینگ-آربی‌پی‌تی     |           |           |           | ۸          |
| ۹                   | کوین مگنوسن    | ۲۰    | هاس-فراری                 |           |           |           | ۹          |
| ۱۰                  | یوکی سونودا    | ۲۲    | آلفاتاوری-آربی‌پی‌تی        |           |           |           | ۱۰         |
| ۱۱                  | جورج راسل      | ۶۳    | مرسدس                     |           |           | —         | پیت‌لین     |
| ۱۲                  | لانس استرول    | ۱۸    | استون مارتین آرامکو-مرسدس |           |           | —         | ۱۱         |
| ۱۳                  | میک شوماخر     | ۴۷    | هاس-فراری                 |           |           | —         | ۱۲         |
| ۱۴                  | سباستین فتل    | ۵     | استون مارتین آرامکو-مرسدس |           |           | —         | ۱۳         |
| ۱۵                  | گوانیو ژو      | ۲۴    | آلفارومئو-فراری           |           |           | —         | ۱۴         |
| ۱۶                  | والتری بوتاس   | ۷۷    | آلفارومئو-فراری           |           | —         | —         | ۱۵         |
| ۱۷                  | دنیل ریکیاردو  | ۳     | مک‌لارن-مرسدس              |           | —         | —         | ۱۶         |
| ۱۸                  | استابان اوکون  | ۳۱    | آلپاین-رنو                |           | —         | —         | ۱۷         |
| ۱۹                  | الکساندر آلبون | ۲۳    | ویلیامز-مرسدس             |           | —         | —         | ۱۸         |
| ۲۰                  | نیکلاس لطیفی   | ۶     | ویلیامز-مرسدس             |           | —         | —         | ۱۹         |
| زمان ۱۰۷٪: ۲:۰۲٫۱۱۸ |                |       |                           |           |           |           |            |
| منابع:              |                |       |                           |           |           |           |            |

## مسابقه
این مسابقه ساعت ۲۰:۰۰ به وقت محلی (یوتی‌سی ۸:۰۰+)، در تاریخ ۲ اکتبر برگزار شد.

### رده‌بندی مسابقه
| جایگاه                                              | شماره | راننده         | سازنده                    | دور | زمان        | امتیاز |
| --------------------------------------------------- | ----- | -------------- | ------------------------- | --- | ----------- | ------ |
| ۱                                                   | ۱۱    | سرجیو پرز      | ردبول ریسینگ-آربی‌پی‌تی     | ۵۹  | ۲:۰۲:۲۰٫۲۳۸ | ۲۵     |
| ۲                                                   | ۱۶    | شارل لکلرک     | فراری                     | ۵۹  | ۲٫۵۹۵+      | ۱۸     |
| ۳                                                   | ۵۵    | کارلوس ساینز   | فراری                     | ۵۹  | ۱۰٫۳۰۵+     | ۱۵     |
| ۴                                                   | ۴     | لاندو نوریس    | مک‌لارن-مرسدس              | ۵۹  | ۲۱٫۱۳۳+     | ۱۲     |
| ۵                                                   | ۳     | دنیل ریکیاردو  | مک‌لارن-مرسدس              | ۵۹  | ۵۳٫۲۸۲      | ۱۰     |
| ۶                                                   | ۱۸    | لانس استرول    | استون مارتین آرامکو-مرسدس | ۵۹  | ۵۶٫۳۳۰+     | ۸      |
| ۷                                                   | ۱     | ماکس فرستاپن   | ردبول ریسینگ-آربی‌پی‌تی     | ۵۹  | ۵۸٫۸۲۵+     | ۶      |
| ۸                                                   | ۵     | سباستین فتل    | استون مارتین آرامکو-مرسدس | ۵۹  | ۱:۰۰٫۰۳۲+   | ۴      |
| ۹                                                   | ۴۴    | لوییس همیلتون  | مرسدس                     | ۵۹  | ۱:۰۱٫۵۱۵+   | ۲      |
| ۱۰                                                  | ۱۰    | پیر گسلی       | آلفاتاوری-آربی‌پی‌تی        | ۵۹  | ۱:۰۹٫۵۷۶+   | ۱      |
| ۱۱                                                  | ۷۷    | والتری بوتاس   | آلفارومئو-فراری           | ۵۹  | ۱:۲۸٫۸۴۴+   |        |
| ۱۲                                                  | ۲۰    | کوین مگنوسن    | هاس-فراری                 | ۵۹  | ۱:۳۲٫۶۱۰+   |        |
| ۱۳                                                  | ۴۷    | میک شوماخر     | هاس-فراری                 | ۵۸  | +۱ دور      |        |
| ۱۴                                                  | ۶۳    | جورج راسل      | مرسدس                     | ۵۷  | +۲ دور      |        |
| ب.                                                  | ۲۲    | یوکی سونودا    | آلفاتاوری-آربی‌پی‌تی        | ۳۴  | تصادف       |        |
| ب.                                                  | ۳۱    | استابان اوکون  | آلپاین-رنو                | ۲۶  | موتور       |        |
| ب.                                                  | ۲۳    | الکساندر آلبون | ویلیامز-مرسدس             | ۲۵  | آسیب تصادف  |        |
| ب.                                                  | ۱۴    | فرناندو آلونسو | آلپاین-رنو                | ۲۰  | موتور       |        |
| ب.                                                  | ۶     | نیکلاس لطیفی   | ویلیامز-مرسدس             | ۷   | آسیب برخورد |        |
| ب.                                                  | ۲۴    | گوانیو ژو      | آلفارومئو-فراری           | ۶   | برخورد      |        |
| سریع‌ترین دور: جورج راسل (مرسدس) - ۱:۴۶٫۴۵۸ (دور ۵۴) |       |                |                           |     |             |        |
| منابع:                                              |       |                |                           |     |             |        |

## رده‌بندی قهرمانی پس از مسابقه
جدول رده‌بندی قهرمانی رانندگان
| ت. ج  | جایگاه | راننده       | امتیازات |
| ----- | ------ | ------------ | -------- |
|       | ۱      | ماکس فرستاپن | ۳۴۱      |
|       | ۲      | شارل لکلرک   | ۲۳۷      |
|       | ۳      | سرجیو پرز    | ۲۳۵      |
|       | ۴      | جورج راسل    | ۲۰۳      |
|       | ۵      | کارلوس ساینز | ۲۰۲      |
| منبع: |        |              |          |

جدول رده‌بندی قهرمانی سازندگان
| ت. ج  | جایگاه | سازنده                | امتیازات |
| ----- | ------ | --------------------- | -------- |
|       | ۱      | ردبول ریسینگ-آربی‌پی‌تی | ۵۷۶      |
|       | ۲      | فراری                 | ۴۳۹      |
|       | ۳      | مرسدس                 | ۳۷۳      |
| ۱     | ۴      | مک‌لارن-مرسدس          | ۱۲۹      |
| ۱     | ۵      | آلپاین-رنو            | ۱۲۵      |
| منبع: |        |                       |          |

- یادداشت: فقط پنج رده برتر برای هر دو مجموعه رده‌بندی قرار داده شده است.